# 拉维
拉维（法語：Lavit，法語發音：[lavi]）是法国奧克西塔尼大區塔恩-加龙省的一个市镇，属于卡斯泰尔萨拉桑区。

## 地理
拉维（43°57'26"N, 0°55'12"E）面积26.28 平方千米，位于法国奧克西塔尼大區塔恩-加龙省，该省份为法国西南部内陆省份，北起顺时针与洛特省、阿韦龙省、塔恩省、上加龙省、热尔省和洛特-加龙省接壤。
与拉维接壤的市镇（或旧市镇、城区）包括：阿斯克、巴利尼亚克、卡斯泰拉布泽、埃斯帕尔萨克、让萨克、莫米松、蒙加亚尔、皮加亚尔德洛马涅、圣阿鲁梅。

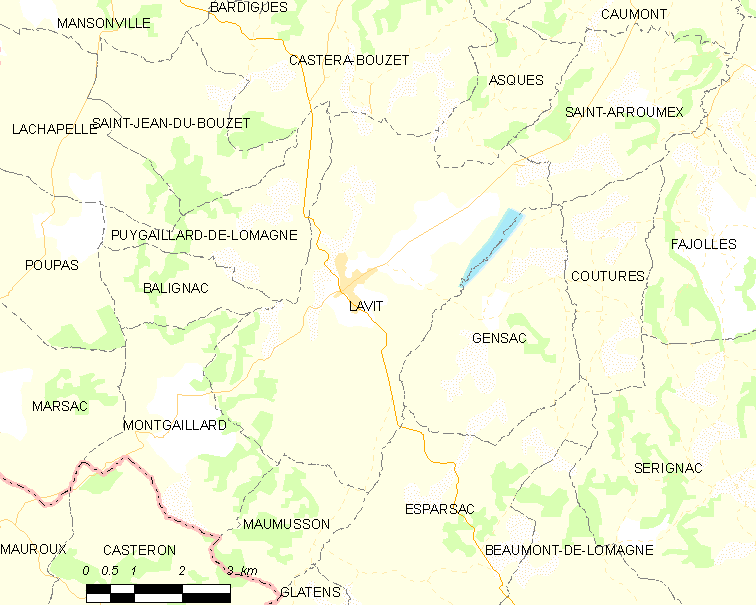
拉维的OSM定位图

拉维的时区为UTC+01:00、UTC+02:00（夏令时）。

## 行政
拉维的邮政编码为82120，INSEE市镇编码为82097。

## 政治
拉维所属的省级选区为加龙-洛马涅-布吕尤瓦县。

## 人口

1962-2008年间拉维人口变化图示

拉维于2022年1月1日时的人口数量为1606人。